# László Szálma
László Szálma (Hungría, 27 de octubre de 1957) es un atleta húngaro retirado especializado en la prueba de salto de longitud, en la que consiguió ser subcampeón europea en pista cubierta en 1988.

## Carrera deportiva
En el Campeonato Europeo de Atletismo en Pista Cubierta de 1988 ganó la medalla de plata en el salto de longitud, con un salto de 8.03 metros, tras el neerlandés Frans Maas y por delante del italiano Giovanni Evangelisti  (bronce con 8.00 metros).